# Liolaemus tehuelche
Liolaemus tehuelche este o specie de șopârle din genul Liolaemus, familia Tropiduridae, descrisă de Fernando Abdala în anul 2003. Conform Catalogue of Life specia Liolaemus tehuelche nu are subspecii cunoscute.